# Býchory (zámek)
Zámek Býchory (jinak též Nový zámek Horskýsfeld) se nachází ve stejnojmenné obci, ležící přibližně třináct kilometrů severně od Kolína. Postaven byl v letech 1865–1865 ve stylu tudorovské novogotiky. Zámek postupně vystřídal několik majitelů. Po znárodnění v roce 1948 v něm postupně sídlila chemická škola, dětský domov a výchovný ústav. Vzhled areálu poškodily úpravy z doby komunismu. V roce 1990 byl zámek v restituci vrácen původnímu majiteli, dále však chátral. Od roku 1958 je zámek památkově chráněn.

## Historie
Býchory byly součástí panství, které roku 1829 od královské komory koupil Jakub Veith. Ten si po roce 1829 v blízkosti hájovny postavil tzv. Veithovu vilu, zvanou též starý zámek.
Roku 1862 krachující panství odkoupil František Horský. Podařilo se mu z něj vytvořit prosperující hospodářství, roku 1873 byl povýšen do dědičného rytířského stavu, a je od té doby tedy uváděn jako František rytíř Horský von Horskýfeld. Horský se intenzivně věnoval podnikání v Kolíně a jeho okolí. V Kolíně se stal i městským zastupitelem. Při hledání svého sídla původně plánoval přestavbu zámku Kolín, avšak roku 1865 se rozhodl, že zcela nové sídlo postaví právě v Býchorech, v areálu starého zámku. Stavba proběhla v letech 1865–1866 podle návrhu Moritze Hinträgera. V jejím okolí byl založen pětihektarový anglický park a zeleninová zahrada. Zámek měl půdorys písmene H. V jeho středu byla hájovna, ke které bylo přistavěno severní a jižní zámecké křídlo s věží. Všechny části však netvořily zcela sourodý celek, proto byla budova roku 1870 znovu upravena. Na hlavní vchod do dřívější hájovny byl přistaven předstupující rizalit s obloukem ve stylu tudorovské novogotiky. Veithova vila byla přestavěna na kanceláře a byty úředníků. Se zámkem ji spojovala krytá chodba.
Stavitel zámku zemřel roku 1877. Jeho rodina pak zámek vlastnila do roku 1896, kdy jej pro dceru Marii zakoupil majitel poděbradského panství Arnošt Filip Hohenlohe. Marie však v následujícím roce zemřela na zánět slepého střeva. Roku 1904 zámek pro svou rodinu koupil houslista a skladatel Jan Kubelík. Zámek se tehdy stal centrem společenského života. Roku 1914 se zde narodil dirigent Rafael Kubelík.
Roku 1916 zámek koupili Eugen a Johana Tauberovi a potom roku 1939 podnikatel a politik Dominik Čipera s manželkou Boženou. Za jejich vlastnictví byl zámek opraven a vybaven novým mobiliářem. Roku 1943 byla na zámek uvalena nucená správa a roku 1945 krátce národní správa. Po válce byl vrácen původním majitelům, avšak v květnu 1948 byl statek se zámkem znárodněn. Část pozemků byla rozdělena v pozemkové reformě a ze zbytku byl vytvořen statek, roku 1952 začleněný do Jednotného zemědělského družstva. Lesy s pilou převzaly státní lesy a samotný zámek byl převeden na stát. V letech 1949–1956 v zámku sídlila Ústřední dělnická škola pro chemický průmysl. Starý zámek byl v té době přestavěn a ztratil svou původní podobu. Dne 1. září 1957 byl do zámku z Kolína přesunut Okresní dětský domov, přičemž jeho část využívala Osmiletá střední škola. Roku 1960 sloučením obou institucí vznikla Základní devítiletá škola s internátem. Od 1. ledna 1973 se toto zařízení změnilo na Dětský výchovný ústav. Součástí ústavu zůstala i škola. Rovněž nový zámek roku 1985 poznamenala necitlivá oprava.
V roce 1990 zámek byl zámek v restituci vrácen Janu Čiperovi, ten však musel dalších deset let nechat v zámku ústav v nájmu. Dětský výchovný ústav prostory zámku opustil 1. dubna 2001. V prosinci 2002 v zámku ukončila provoz i školní jídelna. Zámek zůstal prázdný a dále chátral. Například bylo odcizeno unikátní litinové točité schodiště. Roku 2007 koupila společnost ElitProfit, která měla v plánu z něj vytvořit reprezentativní sídlo, víceméně však pouze opravila plot. Roku 2015 byl zámek nabídnut k prodeji a o dva roky později jej zakoupila společnost Rental Property Praha.